# Тверська
Тверська — станиця в Апшеронському районі Краснодарського краю Росія. Центр Тверського сільського поселення.
Станиця розташована на правому березі річки Пшиш, в гірськолісній місцевості, за 25 км східніше міста Апшеронськ, за 25 км на захід від міста Бєлорєченськ. Залізнична станція Тверська на залізниці Армавір — Туапсе.
Оточена листяними лісами: дуб, бук, дика груша.

## Історія
Заснована в 1863 році. Входила в Майкопський відділ Кубанської області.

## Господарство
Тютюнництво, овочівництво, садівництво, виноградарство.
Невеликі підприємства, що виробляють паркет.